# Fitjar
Fitjar – norweskie miasto i gmina leżąca w regionie Hordaland.
Fitjar jest 361. norweską gminą pod względem powierzchni.

## Demografia
Według danych z roku 2005 gminę zamieszkuje 2895 osób. Gęstość zaludnienia wynosi 19,97 os./km². Pod względem zaludnienia Fitjar zajmuje 279. miejsce wśród norweskich gmin.
| ludność stan na 1 stycznia 2005 |         |           |       |
|                                 | kobiety | mężczyźni | razem |
| osób                            | 1475    | 1420      | 2895  |
| %                               | 50,95%  | 49,05%    | 100%  |

| wykształcenie stan na 1 października 2004 |            |         |        |          |
|                                           | podstawowe | średnie | wyższe | nieznane |
| osób                                      | 390        | 1433    | 357    | 23       |
| %                                         | 17,7%      | 65,05%  | 16,21% | 1,04%    |

## Edukacja
Według danych z 1 października 2004:
- liczba szkół podstawowych (norw. grunnskolar): 3
- liczba uczniów szkół podst.: 432

## Władze gminy
Według danych na rok 2011 administratorem gminy (norw. rådmann) jest Atle Tornes, natomiast burmistrzem (norw. ordfører, d. borgermester) jest Harald Rydland.